# Condurmientes
Dos grupos heréticos reciben el nombre de condurmientes: 
- El primero apareció en Alemania en el siglo XIII y tuvo como jefe a un hombre natural de Toledo. Se juntaban en un lugar cercano a Colonia donde dicen que adoraban una imagen de Lucifer y recibían sus oráculos, pero este hecho no está probado suficientemente. Dormían en un mismo aposento sin distinción de sexos
- El segundo apareció en el siglo XVI. Era una rama de los anabaptistas y dormían juntos como los anteriores y con el mismo pretexto